# Боярский, Наум Яковлевич
Нау́м Я́ковлевич Боя́рский (1894 —?) — сотрудник органов НКВД, депутат Верховного Совета РСФСР, организатор массовых репрессий на территории Пермской и Свердловской областей в годы большого террора.

## Биография
Родился в 1894 году. Национальность — еврей. Член ВКП(б) c 11.1917. В органах ВЧК−ОГПУ−НКВД с 1918 года.
До 26.10.1936 — слушатель курсов высшего руководящего состава ЦШ ГУГБ НКВД СССР. С 26.10.1936 — начальник ТО УНКВД Свердловской обл. С 11.08.1937 — начальник 3 отдела УНКВД Свердловской области. До 07.09.1938 — заместитель начальника УНКВД Свердловской обл. 07.09.1938 уволен в связи с арестом судебными органами согласно ст. 38 п. «б» Положения.
Организатор массовых репрессий в годы большого террора на территории Пермской и Свердловской областей .
С 09.02.1936 — капитан государственной безопасности. Депутат Верховного Совета РСФСР 1 созыва. Арестован 01.07.1939. Приговорен 31.05.1939 решением Военной коллегии Верховного Суда СССР к 25 годам лагерей. Информации о смерти нет.
Не реабилитирован.